# Åke Widding
Nils Åke William Widding, född den 2 februari 1921 i Helsingborg, död den 3 september 1995 i Täby, var en svensk jurist. Han var son till Albert Widding.
Widding avlade studentexamen i Helsingborg 1939, reservofficersexamen 1942 och juris kandidatexamen vid Lunds universitet 1946. Han genomförde tingstjänstgöring i Hallands norra domsaga 1946–1949. Widding blev fiskal i Göta hovrätt 1950, assessor där 1958, revisionssekreterare 1962 och hovrättsråd i hovrätten för Västra Sverige 1964. Han var chefsrådman i Stockholms tingsrätt 1970–1975 och lagman i Nacka tingsrätt 1975–1987. Widding blev riddare av Nordstjärneorden 1966. Han vilar på Täby norra begravningsplats.